# Дискотна
Диско́тна (болг. Дъскотна) — село в Бургаській області Болгарії. Входить до складу общини Руєн.

## Населення
За даними перепису населення 2011 року у селі проживали 825 осіб.
Національний склад населення села:
| Національність   | Кількість осіб | Відсоток |
| ---------------- | -------------- | -------- |
| турки            | 651            | 79,2%    |
| болгари          | 127            | 15,5%    |
| цигани           | 28             | 3,4%     |
| Всього відповіли | 822            |          |

Розподіл населення за віком у 2011 році:
Динаміка населення: